# Sennertia americana
Sennertia americana es una especie de ácaro del género Sennertia, familia Chaetodactylidae. Fue descrita científicamente por Delfinado and Baker en 1976.
Habita en los Estados Unidos en Florida, Illinois, Maryland, Míchigan, Nueva York, Carolina del Norte, Pensilvania, Texas y Virginia.